# Microlestes mauritanicus
Microlestes mauritanicus es una especie de escarabajo de la familia Carabidae.

## Distribución geográfica
Se distribuye por el paleártico: sur de Europa y el Magreb.